# 戈德利河
戈德利河（英語：Godley River）是紐西蘭南島一條流經坎特伯雷區的辮狀河。
源頭位於奧拉基/庫克山國家公園，戈德利河由南阿爾卑斯山脈 蜿蜒向南30（19英里）流入冰蝕湖特卡波湖的上端，構成懷塔基河水力發電計劃（英語：Waitaki hydroelectric scheme）最終水源的一部份。
43°48′S 170°32′E / 43.800°S 170.533°E